# Ca' Vescovi
Ca' Vescovi (o Villa Schiavi-Vescovi) è una palazzo storico del 1600 situato tra i due navigli del Fiume Brenta a Dolo (Venezia). Da non confondere con la Villa dei Vescovi sui Colli Euganei in quanto Ca' Vescovi prende il nome dal cognome della famiglia attualmente proprietaria dell'immobile; mentre Villa dei Vescovi dal fatto che i proprietari della villa furono dei vescovi cattolici.

## Storia

### Proprietà Schiavi
L'abitazione è riconducibile alla famiglia Schiavi di Venezia per via delle iniziali sull'antico cancello in ferro battuto, "G" e "S", che stanno per "Giovanni (detto Giacomo) Schiavi". L'immobile fu poi ereditato da Onorina Schiavi, detta Nora, che la vendette alla Famiglia Vescovi nel 1963. Gli Schiavi non utilizzavano l'abitazione come residenza principale, bensì risiedevano a Venezia con domicilio a Milano.

### Residenza Vescovi
Fu acquistata, insieme alla vicina struttura che ora è adibita all'utilizzo come palestra, dall'originario dolese ed imprenditore Mario Vescovi. La vicina palestra fu inizialmente utilizzata come magazzino o fienile mentre l'edificio centrale fu sempre utilizzato come abitazione privata.

## Posizione

### Tra i Navigli del Fiume Brenta
Un elemento che rende l'edificio diverso rispetto alle ville limitrofe è il fatto che non si affaccia direttamente su una sponda del Naviglio del Brenta ma bensì è collocata in mezzo tra i due rami del naviglio che passa per Dolo.

Opera del Canaletto, vista sui Molini di Dolo (guardandoli dalla facciata di Villa Vescovi)